# 중체포감금죄
중체포감금죄(重逮捕監禁罪)은 대한민국 형법상 범죄로 사람을 체포 또는 감금하여 가혹한 행위를 가함으로써 성립하는 범죄이다.(형법 제277조 ①)

## 같이 보기
- 체포·감금죄